# Turunas Pernambucanos
Turunas Pernambucanos foi um conjunto vocal e instrumental criado na cidade do Recife em 1920. Fizeram parte do grupo os famosos Jararaca e Ratinho, que ficariam famosos posteriormente como uma dupla sertaneja.